# Маслов, Виктор Александрович
Ви́ктор Алекса́ндрович Ма́слов (14 [27] апреля 1910, Москва, Российская империя — 11 мая 1977, Москва, СССР) — советский футболист и тренер, полузащитник. Мастер спорта СССР, заслуженный тренер Украинской ССР (1966), заслуженный тренер СССР (1960). Входит в число 50 лучших тренеров 50-летия по версии журнала World Soccer.

## Биография
Виктор Маслов родился 14 (27) апреля 1910 года в Москве. Начал играть в 1927 году в Москве в клубной команде «Горняков». В 1930 стал футболистом РДПК, на базе которого был создан клуб «Торпедо», который до 1936 года назывался АМО и ЗиС. В 1936—1939 года был капитаном команды. В 1941 году, по реорганизации клуба «Торпедо», защищал цвета команды «Профсоюзы-1». После единственного сезона «Профсоюзы» были расформированы, и он вернулся в «Торпедо». В 1942 году Маслов завершил игровую карьеру.
Состоял в КПСС.
Тренерскую карьеру начал в родном «Торпедо». 
Старший тренер ФШМ с 1954 года по октябрь 1956 года.
В 1957 году Маслов в четвёртый раз возглавил «Торпедо». В 1960 году он добился с клубом большого успеха — выиграл чемпионат и Кубок СССР, но через год был уволен. После этого Маслов два сезона проработал с клубом СКА и недолго возглавлял сборную Вооружённых сил СССР, победившую на Всемирной Спартакиаде Дружественных Армий (Вьетнам—1963).
В 1964 году Маслов возглавил киевское «Динамо». Одним из первых его шагов на посту главного тренера клуба стало отчисление большей части футболистов, составлявших основной состав команды. Это было сделано для изменения тактического «рисунка» игры клуба, который, по мнению Маслова, должен был быть основан на физическом превосходстве над соперником. По другой версии, смена части состава объяснялась существовавшей в клубе напряжённостью, связанная с наличием в коллективе группировок, однако эта версия отвергалась игроками «Динамо». В «Динамо» Маслов проработал 6 лет. Он привёл клуб к 3 выигрышам чемпионата СССР и двум победам в кубке страны, при этом в 1966 году клуб под его руководством сделал победный «дубль». Ещё одним успехом можно считать победу над обладателем Кубка чемпионов шотландским «Селтиком». Маслов был уволен из «Динамо» в 1970 году, после того как клуб занял 7-е место в чемпионате:

«„Динамо“ поехало в Москву, на игру с ЦСКА. Неожиданно вместе с командой в гостинице „Россия“ объявился представитель украинского спорткомитета Мизяк, который к футболу не имел ни малейшего отношения, а отвечал в своем ведомстве за зимние виды спорта. Именно этому человеку наши трусливые футбольные вожди и поручили объявить Маслову, что в его услугах Киев больше не нуждается. Когда Маслов вернулся из гостиничного номера Мизяка в свой номер, на нем лица не было: „Андрей, — попросил он меня, — сходи в буфет и возьми пару бутылок коньяка. Обмоем мое увольнение“. Помолчал и горько добавил: „Спасибо, что хоть дома, в Москве, сказали, а не где-нибудь на станции Раздельная“. Как играли на следующий день — не помню. Уезжаем в аэропорт — а он остается. В глазах у Деда — такая тоска! И слезы, которых никто никогда прежде не видел… В Киев он позже, когда немного отболело, все же наведался: сдать дела и вернуть ключи от служебной квартиры…» Андрей Биба

Последним клубом Маслова стал «Арарат», куда он попал по рекомендации Никиты Симоняна. С этой командой он выиграл Кубок СССР в 1975 году.
Один из новаторов в СССР и в мире по применению тактической схемы 4-4-2. Одним из первых в Советском Союзе перевёл крайних форвардов на позиции полузащитников, для обострения фланговой игры; при этом в защите фланговые игроки помогали обороне. В защитных построения Маслов всегда практиковал зонную защиту. Некоторыми футбольными экспертами Маслов признаётся одним из основоположников и прародителей «тотального футбола», который впоследствии применялся Ринусом Михелсом.
В конце жизни Маслов выражал сожаление о том, что за всю свою тренерскую карьеру так и не смог поработать в тренерском штабе сборной СССР.
С 1983 года юношеские команды разыгрывают приз памяти Маслова. Маслов — автор множества научных статей о футболе в журнале «Футбол—Хоккей».
Виктор Александрович Маслов скончался на 68-м году жизни 11 мая 1977 года в Москве. Похоронен на участке 13-а Долгопрудненского кладбища.

## Выступления
- Команда «Горняков» (1927—1930)
- РДПК (1930)
- АМО, ЗиС, «Торпедо» Москва (1931—1940, с июля 1941 по 1942)
- «Профсоюзы-1» (1941)

## Командные достижения
- Провёл в чемпионатах СССР 66 матчей, забил 1 гол.
- Серебряный призёр чемпионата Москвы 1934 и 1935 годов.
- Бронзовый призёр чемпионата Москвы 1934 года.
- Победитель Кубка ВЦСПС 1932.
- Победив во Всемирной Спартакиаде Французского Спортсоюза, стал участником победной поездки московского «Торпедо» во Францию в 1938 году. Исполнял обязанности играющего тренера.

## Тренерская карьера
- «Торпедо» Москва (1945 — август 1945, 1946 — июль 1948, 1952 — август 1953, 1957—1961, 1971 — август 1973).
- «Торпедо» Горький (1949—1951).
- Старший тренер ФШМ (1954 — октябрь 1956).
- СКА Ростов-на-Дону (1962—1963).
- Сборная Вооружённых сил СССР (1963).
- «Динамо» Киев (1964— сентябрь 1970).
- «Арарат» Ереван (1975).

## Тренерские достижения

### Командные
«Торпедо» Москва
- Чемпион СССР: 1960
- Серебряный призёр чемпионата СССР (2): 1957, 1961
- Бронзовый призёр чемпионата СССР (2): 1945, 1953
- Обладатель Кубка СССР (3): 1952, 1960, 1972
- Финалист Кубка СССР (2): 1958, 1961

СКА Ростов-на-Дону
- 4-е место в чемпионате СССР: 1963

«Динамо» Киев
- Чемпион СССР (3): 1966, 1967, 1968
- Серебряный призёр чемпионата СССР (2): 1965, 1969
- Обладатель Кубка СССР (2): 1964, 1966

«Арарат» Ереван
- Обладатель Кубка СССР: 1975

Сборная вооружённых сил СССР
- Сборная вооружённых сил СССР стала победителем футбольного турнира Всемирной спартакиады дружественных армий во Вьетнаме в 1963 году, и Маслов был одним из её тренеров.

Хоккей с мячом
- В послевоенные годы был тренером мужской команды "Торпедо" (Москва) и женской команды "Буревестник" (Москва) по хоккею с мячом. Под руководством В.А. Маслова женская команда "Буревестник" (Москва) стала обладателем Кубка СССР 1946 года (газета "Красный спорт", 1946, 26 февраля).

### Личные
- Попал в список 55 лучших игроков в 1938 году — № 5
- Кавалер ордена Трудового Красного Знамени (1968)
- Лучший тренер в истории футбола (версия France Football) — 23 место: 2019[10]

## Киновоплощения
- Сергей Шимко — «В созвездии Стрельца» (2018)
- Виталий Хаев — «Стрельцов» (2020)

## Память
- В июне 2021 года в память о Викторе Маслове названа улица в Москве у Стадиона имени Эдуарда Стрельцова (стадион «Торпедо»)[11].

## Семья
- Маслова, Екатерина Фёдоровна — жена[12]